# Hiroyuki Tazawa
Hiroyuki Tazawa (田沢 浩之 Tazawa Hiroyuki?), född 29 april 1978 i Kanagawa prefektur, är en japansk före detta fotbollsspelare.
Tazawa började sin karriär 1999 i Yokohama F. Marinos. 2000 flyttade han till Vegalta Sendai. Han avslutade karriären 2001.